# Maiêutica
A maiêutica socrática tem como significado “dar à luz”, “dar parto”, “parir” o conhecimento (em grego, μαιευτικη — maieutike — significa “arte de partejar”). É um método ou técnica que pressupõe que "a verdade está latente em todo ser humano, podendo aflorar aos poucos na medida em que se responde a uma série de perguntas simples, quase ingênuas, porém perspicazes".
Sócrates conduzia este “parto” em duas etapas:
- Na primeira, levava o interlocutor a duvidar de seu próprio saber sobre determinado assunto, revelando as contradições presentes em sua atual forma de pensar, normalmente baseadas em valores e preconceitos sociais.
- Na segunda, levava o interlocutor a vislumbrar novos conceitos, novas opiniões sobre o assunto em pauta, estimulando-o a pensar por si mesmo.[carece de fontes?]

Ou seja: a maiêutica primeiro demole, depois ajuda a reconstruir conceitos, transitando do básico ao elaborado, “parindo” noções cada vez mais complexas.
A autorreflexão, expressa no nosce te ipsum — "conhece a ti mesmo" — põe o Homem na procura das verdades universais que são o caminho para a prática do bem e da virtude. A maiêutica, criada por Sócrates no século IV a.C., tem seu nome inspirado na profissão de sua mãe, Phaenarete, que era parteira. Sócrates esclarece isso no famoso diálogo Teeteto.
Vale ressaltar que a maiêutica é, até nossos dias, um importante componente pedagógico, ao estimular o estudante a construir o seu próprio conhecimento por meio do uso e direcionamento de perguntas e respostas formuladas pelo mestre. Há certa divergência historiográfica sobre o uso de tal método por Sócrates. Historiadores afirmam que a denominação e associação de tal método ao filósofo decorre da narração, não necessariamente fiel, da vida de Sócrates por Platão. Deve-se chamar, então, a instrumentação argumentativa do filósofo de elenkhos.

## Sinônimos
Dialética: na Grécia antiga, “arte do diálogo”. Aos poucos, passou a ser a arte de, no diálogo, demonstrar uma tese através de uma argumentação capaz de definir e distinguir claramente os conceitos envolvidos na discussão.
Gnosiologia: ramo da filosofia que se preocupa com a validade do conhecimento em função do sujeito cognoscente, ou seja, daquele que conhece o objeto. Em grego, gnosis significa “conhecimento” e logos, "doutrina".
Tictologia: composta de ticto, do verbo tíctein (parir, dar à luz), e logos (doutrina, teoria, tratado).